# Dendrerpetòntids
Els dendrerpetòntids (Dendrerpetontidae) constitueixen una família d'amfibis temnospòndils que van viure al període Carbonífer.